# Йордекешть
Йордекешть, Йордекешті (рум. Iordăchești) — село у повіті Долж в Румунії. Входить до складу комуни Арджетоая.
Село розташоване на відстані 216 км на захід від Бухареста, 40 км на північний захід від Крайови.

## Населення
За даними перепису населення 2002 року у селі проживали 94 особи, усі — румуни. Усі жителі села рідною мовою назвали румунську.